# Dione (satelit)
Dione (/di'o.ne/) este un satelit al lui Saturn. A fost descoperit de astronomul italian Giovanni Domenico Cassini în 1684.  Este numit după Titaneasa Diona din mitologia greacă. Este denumit și Saturn IV.

## Nume
Giovanni Domenico Cassini a numit cei patru sateliți pe care i-a descoperit ( Tethys, Dione, Rhea și Iapetus ) Sidera Lodoicea ("stelele lui Ludovic") pentru a-l onora pe regele Ludovic al XIV-lea. Cassini l-a găsit pe Dione în 1684 folosind un telescop aerian mare pe care l-a instalat pe terenul Observatorului din Paris.  Sateliții lui Saturn nu au fost numiți decât în 1847, când fiul lui William Herschel, John Herschel, a publicat Results of Astronomical Observations made at the Cape of Good Hope, sugerând că trebuie folosite numele titanilor (surorile și frații lui Cronos). 

## Orbită
Dione orbitează în jurul lui Saturn cu o semiaxă mare cu aproximativ 2% mai mică decât cea a Lunii. Cu toate acestea, reflectând masa mai mare a lui Saturn (de 95 de ori mai mare decât cea a Pământului), perioada orbitală a lui Dione este o zecime din cea a Lunii. Dione se află în prezent într-o rezonanță orbitală de 1:2 cu satelitul Enceladus, completând o orbită a lui Saturn la fiecare două orbite finalizate de Enceladus. Această rezonanță menține excentricitatea orbitală a lui Enceladus (0,0047), oferind o sursă de căldură pentru activitatea geologică extensivă a lui Enceladus, care se manifestă cel mai dramatic în penele sale criovulcanice asemănătoare gheizerelor.  Rezonanța menține, de asemenea, o excentricitate mai mică în orbita lui Dione (0,0022), încălzind-ul mareic și pe el. 

Animație a orbitei lui Helene în raport cu Saturn și Dione
Polydeuces·
Helene·
Dione·
Saturn

Dione are doi sateliți coorbitali, sau troieni, Helene și Polydeuces. Ei sunt situați în punctele lagrangiene ale lui Dione L4 și L5, cu 60 de grade înainte și, respectiv, în spatele lui Dione. Un satelit coorbital anterior cu douăsprezece grade înaintea lui Helene a fost raportat de Stephen P. Synnott în 1982.  

## Caracteristici fizice și interior

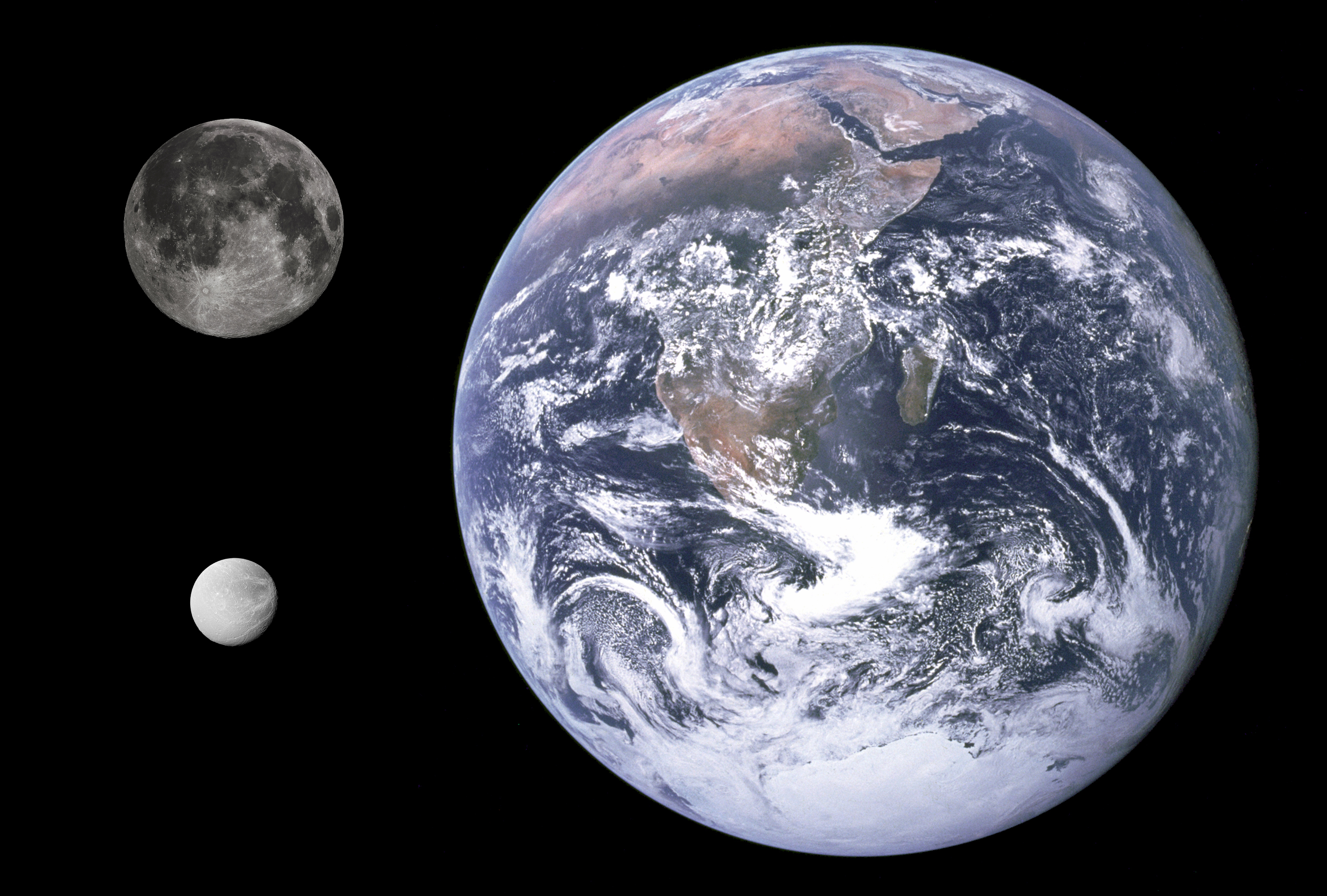
Comparația mărimilor Pământului, Lunii și a lui Dione.

Cu 1.122 kilometri (697 mi) în diametru, Dione este al 15-lea cel mai mare satelit din Sistemul Solar și este mai masiv decât toți sateliții cunoscuți mai mici decât el însuși la un loc.  Este, de asemenea, al patrulea satelit ca mărime a lui Saturn. Pe baza densității sale, interiorul lui Dione este probabil o combinație de rocă de silicat și gheață în părți aproape egale după masă.
Observațiile de formă și gravitație colectate de Cassini sugerează un nucleu de rocă cu o rază de aproximativ 400 km, înconjurat de un strat de aproximativ 160 km de H2O, în principal sub formă de gheață, dar unele modele sugerează că partea cea mai inferioară a acestui strat ar putea fi sub forma unui ocean lichid intern de apă sărată (o situație similară cu cea a partenerului său de rezonanță orbitală, Enceladus).    Îndoirea în jos a suprafeței asociată cu culmea înaltă de 1.5 km, Janiculum Dorsa poate fi explicată cel mai ușor prin prezența unui astfel de ocean.  Nici satelitul nu are o formă apropiată de echilibrul hidrostatic ; abaterile se mențin prin izostazie. Se crede că învelișul de gheață al lui Dione variază în grosime cu mai puțin de 5%, zonele cele mai subțiri fiind la poli, unde încălzirea mareică a scoarței este cea mai mare.
Deși oarecum mai mic și mai dens, Dione este de altfel foarte asemănător cu Rhea. Ambele au trăsături similare de albedo și teren variat și ambele au emisfere anterioare și posterioare diferite. Emisfera anterioară a lui Dione este puternic craterizată și este uniform strălucitoare. Cu toate acestea, emisfera sa posterioară conține o formă de relief neobișnuită și distinctivă: o rețea de stânci strălucitoare de gheață.
Oamenii de știință recunosc formele de relief geologice dioneene de următoarele tipuri:
- Chasmata (abisuri; depresiuni sau canioane lungi, adânci, cu laturi abrupte)
- Dorsa (culmi)
- Fossae (depresiuni lungi și înguste)
- Cratere
- Catenae (lanțuri de cratere)

### Stânci de gheață (anterior „teren șerpuit”)

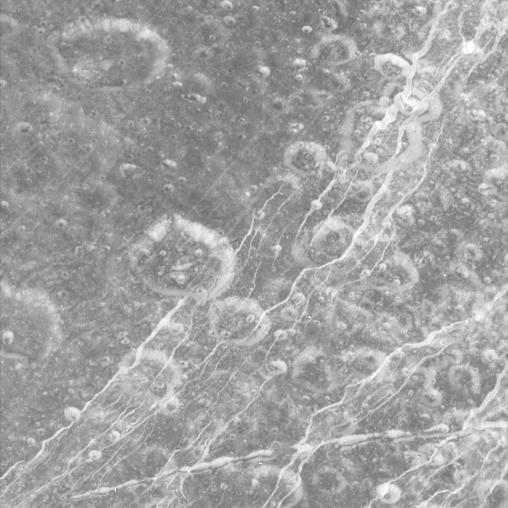
Fracturi care traversează cratere mai vechi de pe Dione. Cele care merg din dreapta sus spre stânga jos sunt Carthage Fossae, în timp ce Pactolus Catena trece mai orizontal în dreapta jos.

Când sonda spațială Voyager l-a fotografiat pe Dione în 1980, aceasta a arătat ceea ce păreau a fi trăsături șerpuitoare care acoperă emisfera sa posterioară. Originea acestor forme de relief a fost misterioasă, deoarece tot ce se știa era că materialul are un albedo ridicat și este suficient de subțire încât să nu ascundă fomele de relief de dedesubt. O ipoteză a fost că, la scurt timp după formarea sa, Dione a fost activ din punct de vedere geologic și un proces, cum ar fi criovulcanismul, a refăcut o mare parte a suprafeței sale, cu dungi formându-se din erupții de-a lungul crăpăturilor de pe suprafața dioneană care au căzut înapoi sub formă de zăpadă sau cenușă. Mai târziu, după ce activitatea internă și refacerea suprafeței au încetat, craterizarea a continuat în principal pe emisfera anterioară și a șters modelele de dungi de acolo.
Această ipoteză a fost dovedită greșită de zborul sondei Cassini din 13 decembrie 2004, care a produs imagini de aproape. Acestea au dezvăluit că „șerpuielile” nu erau, de fapt, depozite de gheață, ci mai degrabă stânci de gheață strălucitoare create de fracturi tectonice (chasmata). Dione s-a dezvăluit ca o lume sfâșiată de fracturi enorme pe emisfera sa posterioară.
Orbiterul Cassini a efectuat un zbor mai apropiat de Dione la 500 kilometri (310 mi) pe 11 octombrie 2005 și a surprins imagini oblice ale stâncilor, arătând că unele dintre ele au câteva sute de metri înălțime.

### Caracteristici liniare
Dione prezintă „virgae” liniare care au o lungime de până la sute de km, dar au mai puțin de 5 km lățime. Aceste linii sunt paralele cu ecuatorul și sunt vizibile doar la latitudini mai mici (la mai puțin de 45° nord sau sud); caracteristici similare sunt observate pe Rhea. Sunt mai strălucitoare decât tot ce le înconjoară și par să se suprapună cu alte forme de relief, cum ar fi crestele și craterele, ceea ce indică faptul că sunt relativ tinere. S-a propus că aceste linii sunt de origine exogenă, ca rezultat al amplasării de material pe suprafață prin impacturi cu viteză scăzută ale materialului provenit din inelele lui Saturn, sateliții coorbitali sau cometele apropiate. 

### Cratere

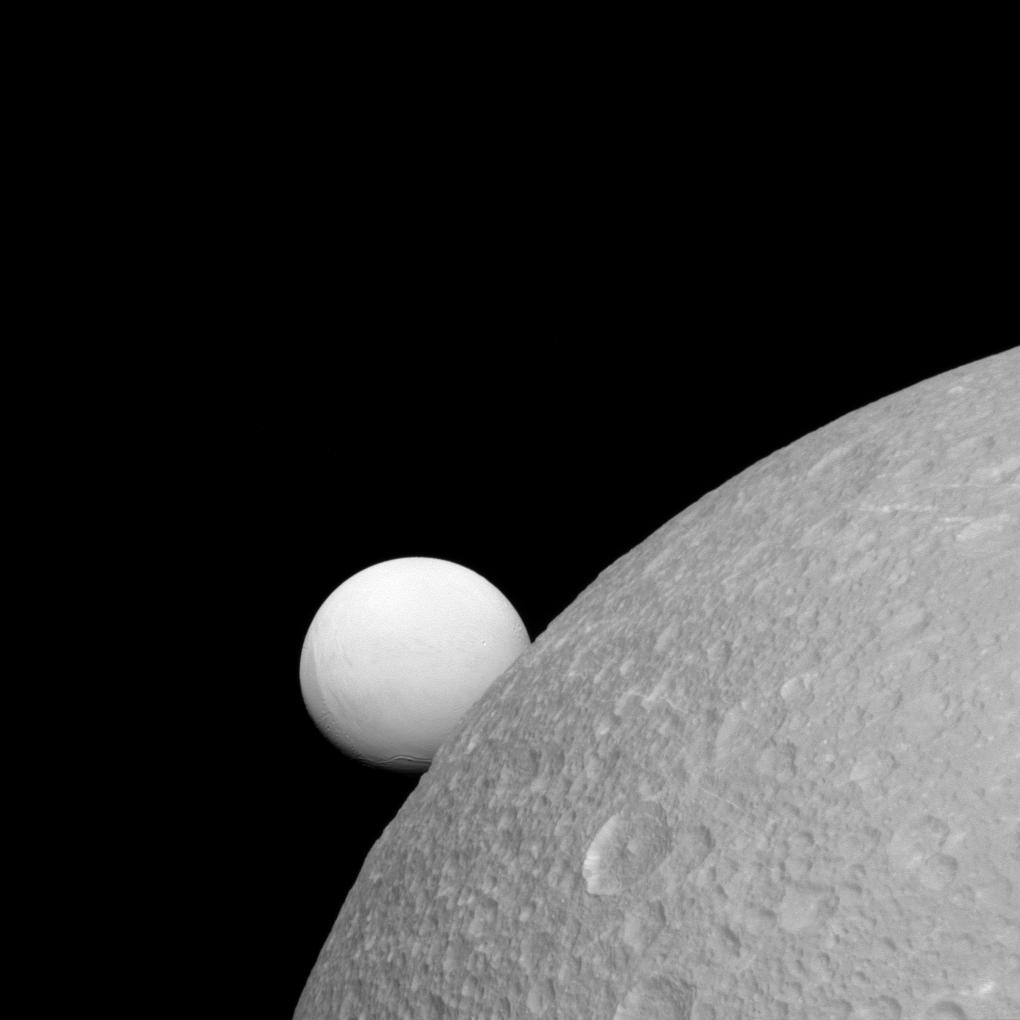
Dione în fața lui Enceladus

Suprafața de gheață a lui Dione include terenuri cu craterizare puternică, câmpii cu craterizare moderată, câmpii cu craterizare ușoară și zone cu fracturi tectonice. Terenul cu craterizare puternică are numeroase cratere mai mari de 100 kilometri (62 mi) în diametru. Zonele de câmpie tind să aibă cratere mai mici de 30 kilometri (19 mi) în diametru. Unele dintre câmpii sunt mai puternic craterizate decât altele. O mare parte din terenul cu craterizare puternică este situată pe emisfera posterioară, cu zonele de câmpie mai puțin craterizate prezente pe emisfera anterioară. Acesta este opusul a ceea ce unii oameni de știință se așteptau; Shoemaker și Wolfe  au propus un model de craterizare pentru un satelit în rotație sincronă cu cele mai mari rate de craterizare pe emisfera anterioară și cea mai scăzută pe emisfera posterioară. Acest lucru sugerează că în timpul perioadei de bombardament puternic, Dione a fost în rotație sincronă cu Saturn în direcția opusă. Deoarece Dione este relativ mic, un impact care a provocat un crater de 35 de kilometri ar fi putut roti satelitul. Pentru că există multe cratere mai mari de 35 kilometri (22 mi), Dione ar fi putut fi rotit în mod repetat în timpul bombardamentelor sale grele timpurii. Modelul craterărizării de atunci și albedo-ul strălucitor al părții anterioare sugerează că Dione a rămas în orientarea sa actuală timp de câteva miliarde de ani.
La fel ca Callisto, craterelor lui Dione le lipsesc caracteristicile de relief înalt văzute pe Lună și pe Mercur; acest lucru se datorează probabil prăbușirii crustei slabe de gheață pe perioade geologice.

## Atmosfera

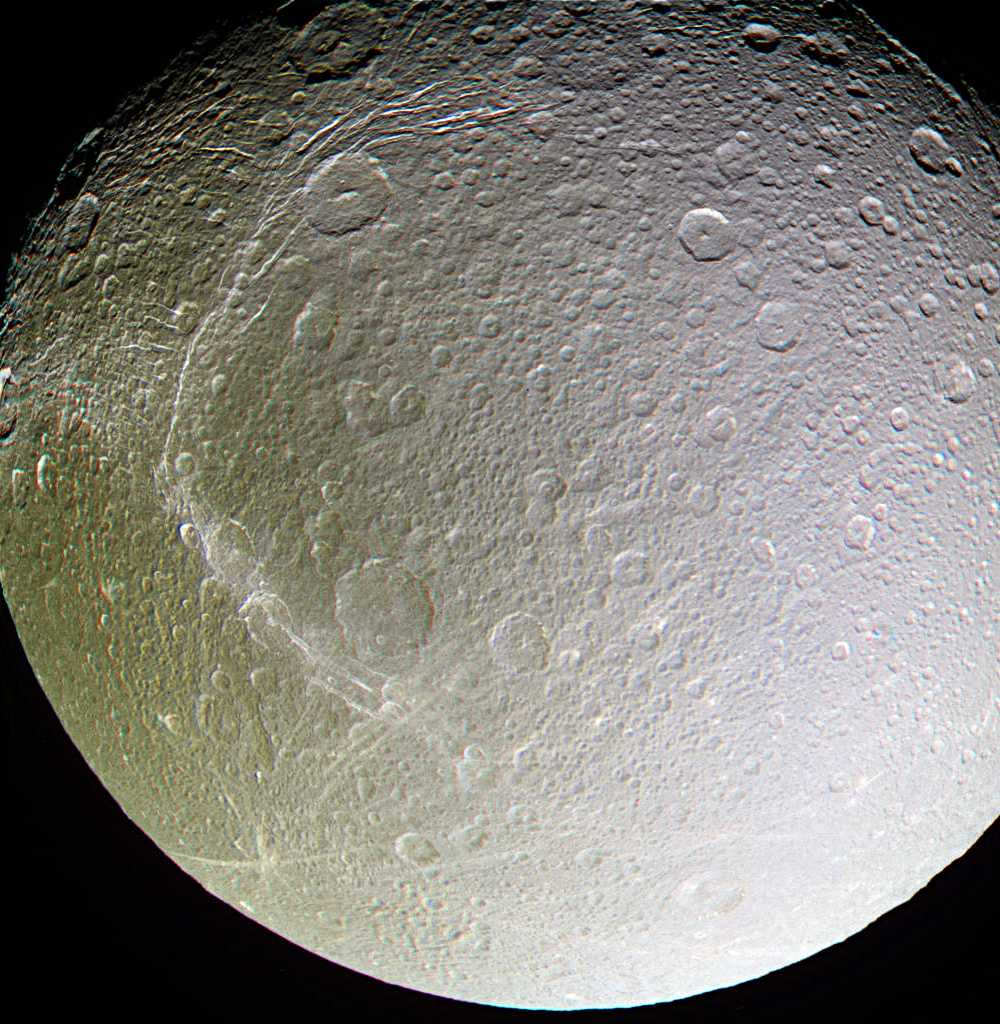
Mozaic Cassini în culoare îmbunătățită cu Dione, care arată terenul mai întunecat și fracturat al emisferei posterioare. Padua Chasmata trasează un arc în stânga, întrerupt aproape de vârf de un crater cu vârf central.

Pe 7 aprilie 2010, instrumentele de la bordul sondei Cassini, care a zburat pe lângă Dione, au detectat un strat subțire de ioni moleculari de oxigen ( O+
2) în jurul lui Dione, atât de subțire încât oamenii de știință preferă să o numească o exosferă decât o atmosferă slabă.   Densitatea ionilor moleculari de oxigen determinată din datele spectrometrului de plasmă Cassini variază de la 0,01 la 0,09 pe cm 3.  
Instrumentele sondei Cassini nu au putut detecta în mod direct apa din exosferă din cauza nivelurilor de fond ridicate,  dar se pare că particulele foarte încărcate din puternicele centuri de radiații ale planetei ar putea împărți apa din gheață în hidrogen și oxigen. 

## Explorare
Dione a fost fotografiat pentru prima dată de sondele spațiale Voyager. De asemenea, a fost apropiat de cinci ori de la distanțe mici de către orbiterul Cassini. A fost un zbor țintit apropiat, la o distanță de 500 kilometri (310 mi) pe 11 octombrie 2005;  un alt zbor a fost efectuat pe 7 aprilie 2010 tot la o distanță de 500 km.  Un al treilea zbor a fost efectuat pe 12 decembrie 2011 la o distanță de 99 kilometri (62 mi). Următorul zbor a avut loc pe 16 iunie 2015 la o distanță de 516 kilometri (321 mi),  și ultimul zbor Cassini a fost efectuat pe 17 august 2015 la o distanță de 474 kilometri (295 mi).  
În mai 2013, a fost anunțat că nava spațială a NASA Cassini le-a oferit oamenilor de știință dovezi că Dione este mai activ decât se credea anterior. Folosind date topografice, echipele NASA au dedus că depresiunea scoarței asociată cu o creastă montană proeminentă din emisfera anterioară este cel mai bine explicată dacă ar exista un ocean lichid subteran global precum cel al lui Enceladus.   Creasta Janiculum Dorsa are o înălțime de 1 până la 2 km; Scoarța lui Dione pare să se încrețească la 0,5 km sub ea, sugerând că scoarța de gheață era caldă atunci când s-a format creasta, probabil din cauza prezenței unui ocean lichid sub suprafață, care crește flexiunea mareică. 

## Galerie

Hartă în culoare îmbunătățită (25,9 MB); emisfera posterioară (stânga) poate fi întunecată de radiația magnetosferică; emisfera anterioară este acoperită cu depozite de la Inelul E.

Hărți în culoare îmbunătățită cu emisfera nordică și sudică

Hărți în culoare îmbunătățită cu emisfera posterioară și anterioară

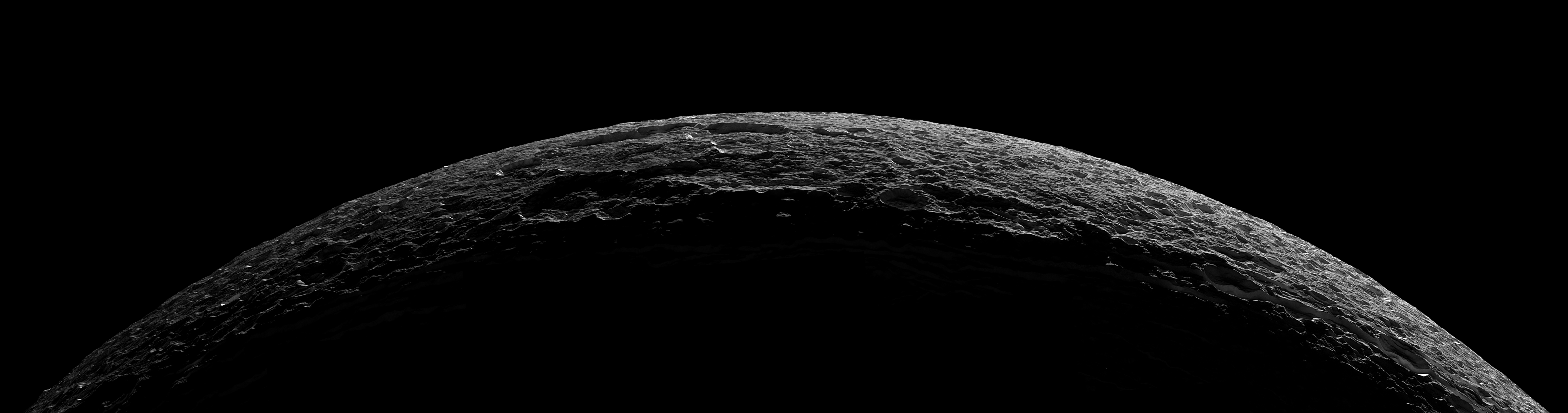
Semilună Dione din Cassini, 11 octombrie 2005. Craterul din apropierea marginii din partea de sus este Alcander, cu craterul mai mare Prytanis adiacent la stânga sa. În dreapta jos, sunt vizibile câteva dintre fracturile Palatine Chasmata, dintre care una poate fi văzută traversând craterele mai mici Euryalus (dreapta) și Nisus.

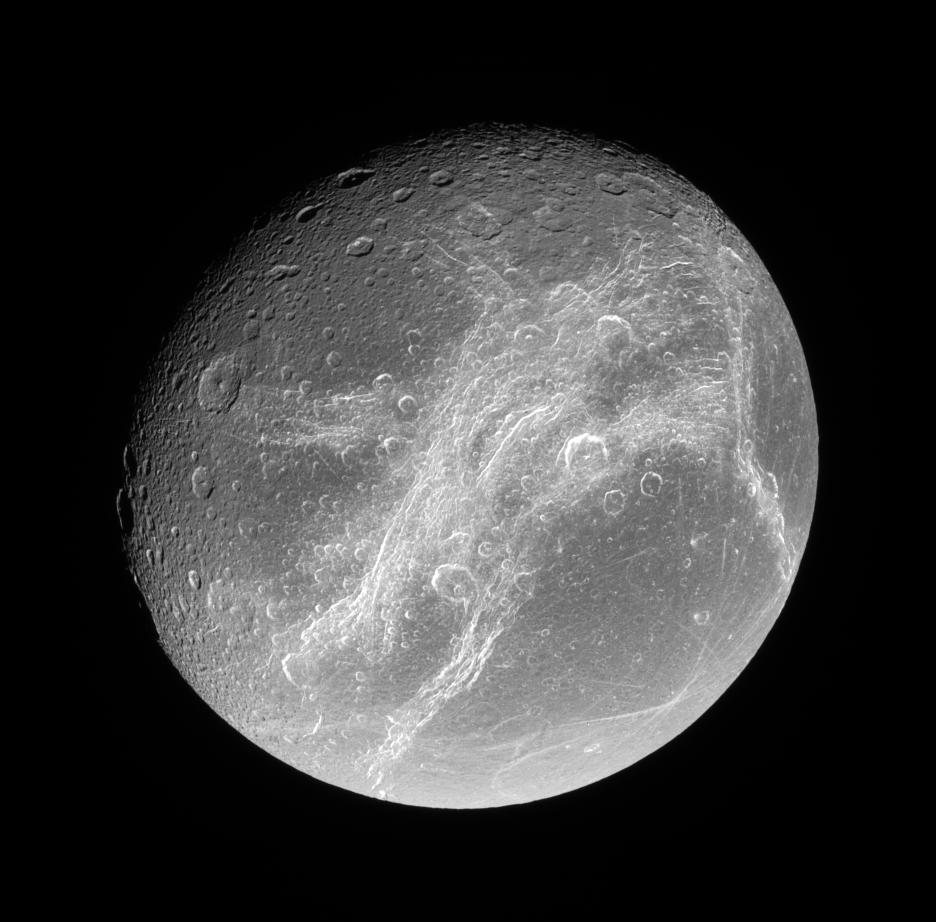
Teren șerpuitor pe emisfera posterioară a lui Dione. Eurotas (sus) și Palatine Chasmata merg din dreapta sus în stânga jos; Padua Chasmata este cea aproape verticală la dreapta, iar Carthage Fossae este cea orizontală la stânga. Craterul Cassandra și sistemul său de raze sunt în dreapta jos.
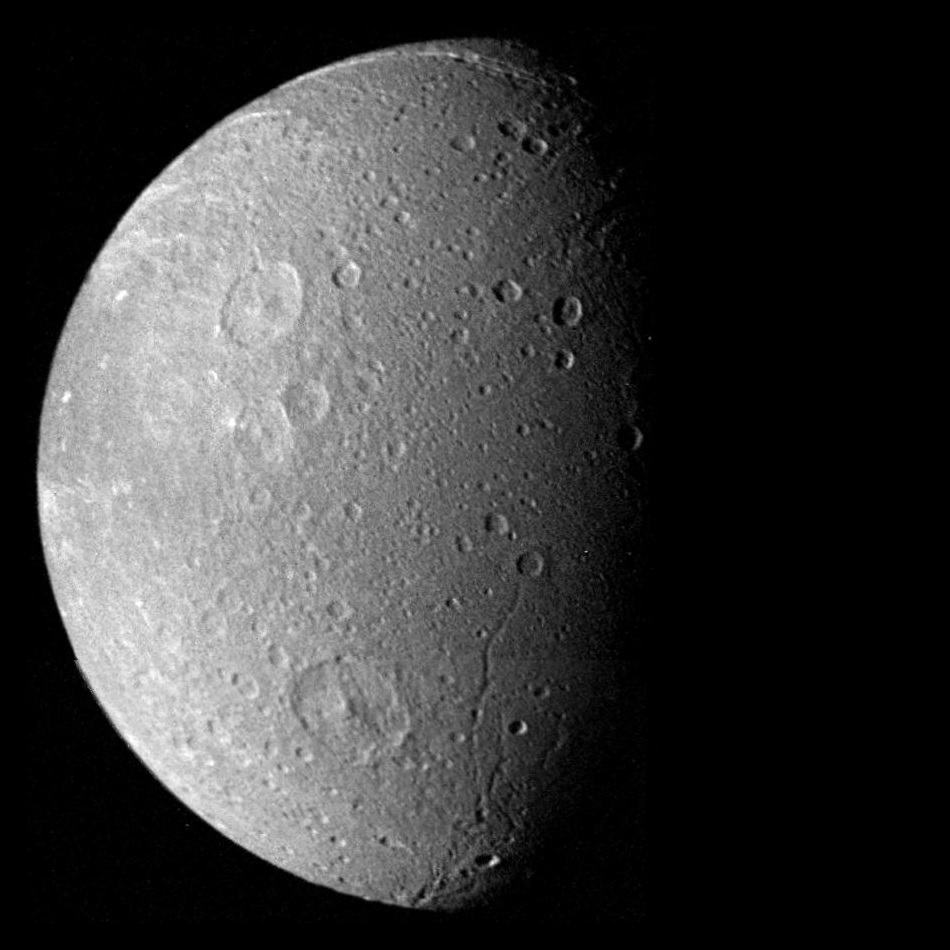
Dione văzut de Voyager 1; craterele proeminente din stânga sus și jos sunt Dido și Aeneas; în dreapta acestuia din urmă se află jgheaburi Latium și Larissa chasmata.
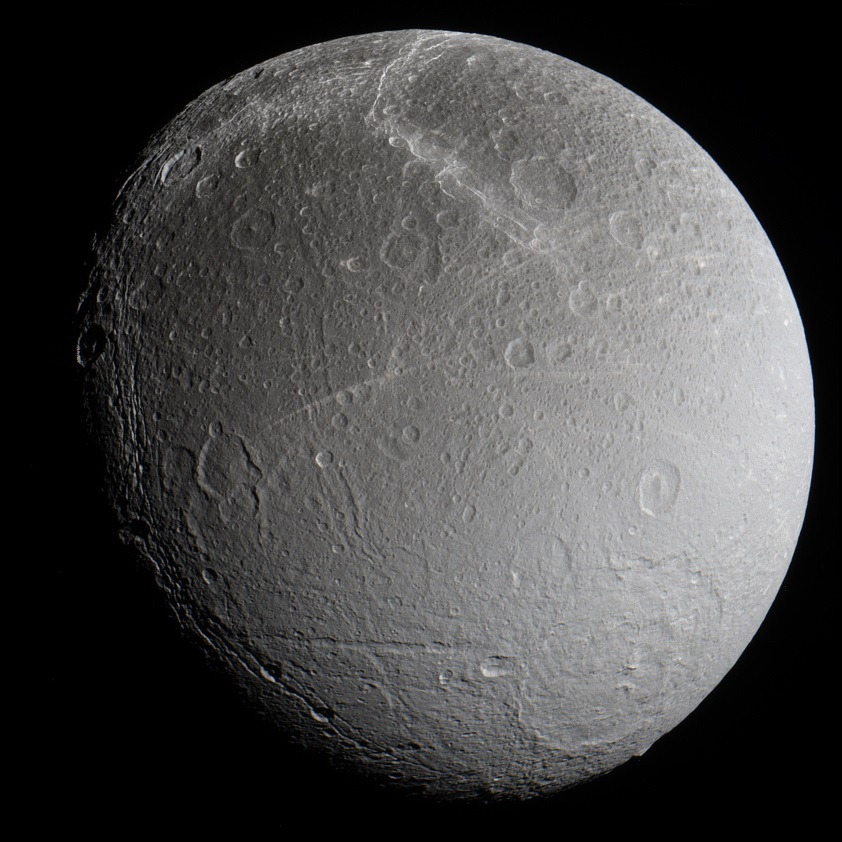
Caracteristicile polare de sud includ bazinul de impact uriaș și puțin adânc Evander, Palatin Chasmata de lângă terminator și Aufidus Catena între. Padua Chasmata este cea curbată de sus.
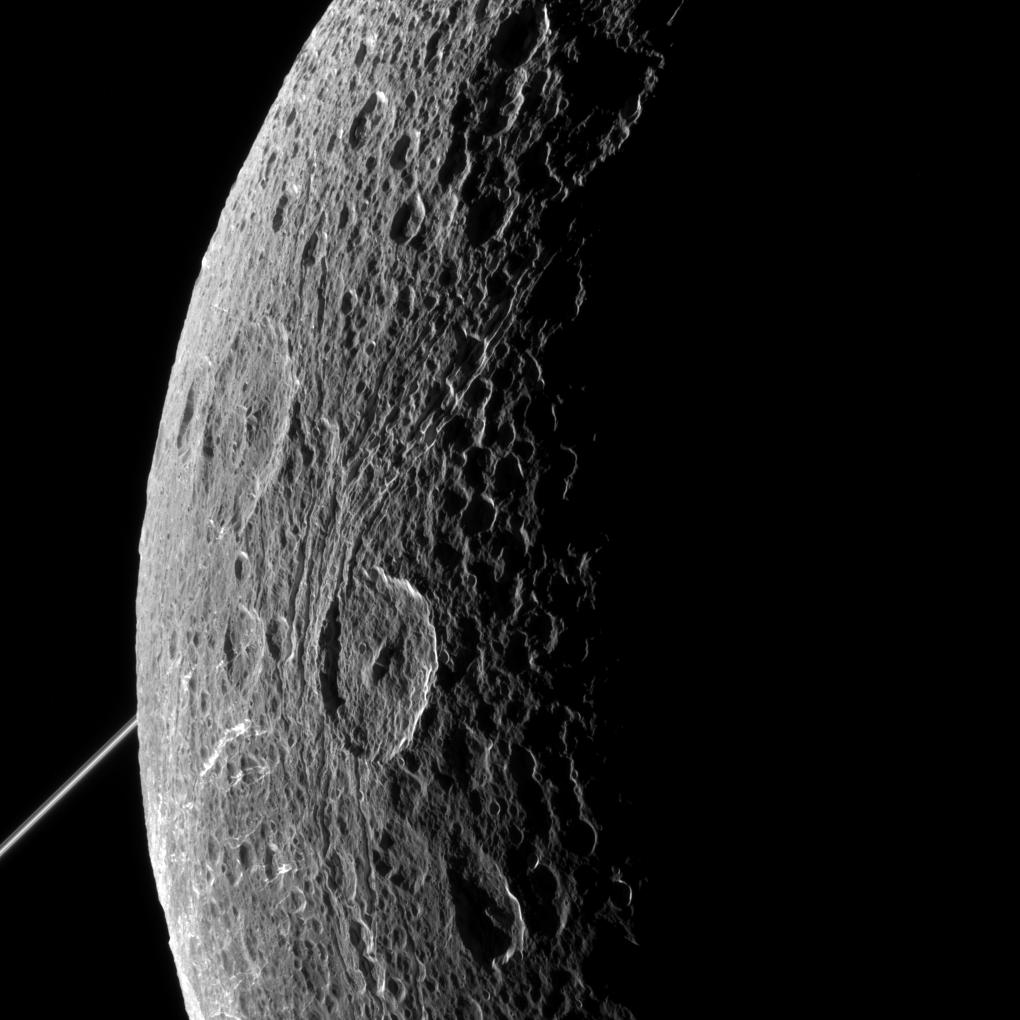
Dione în fața inelelor lui Saturn
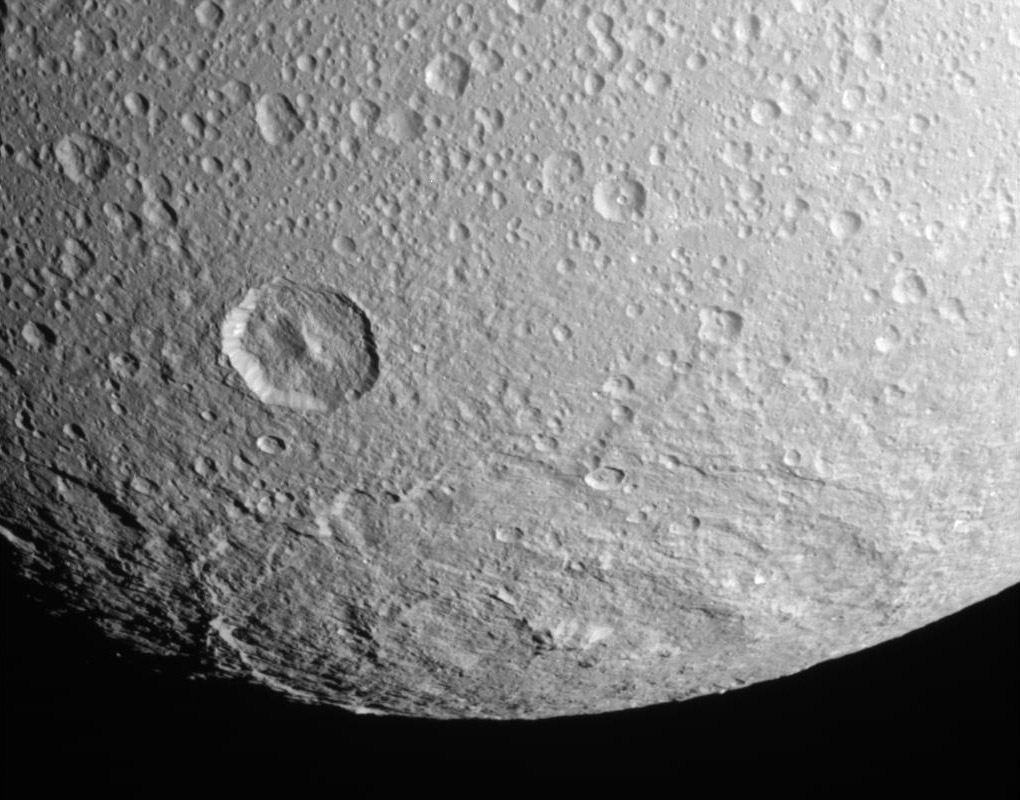
Bazinul de impact polar de sud Evander, are 350 km în diametru, este de departe cel mai mare crater de pe Dione. Craterul adânc din stânga sus este Sabinus.
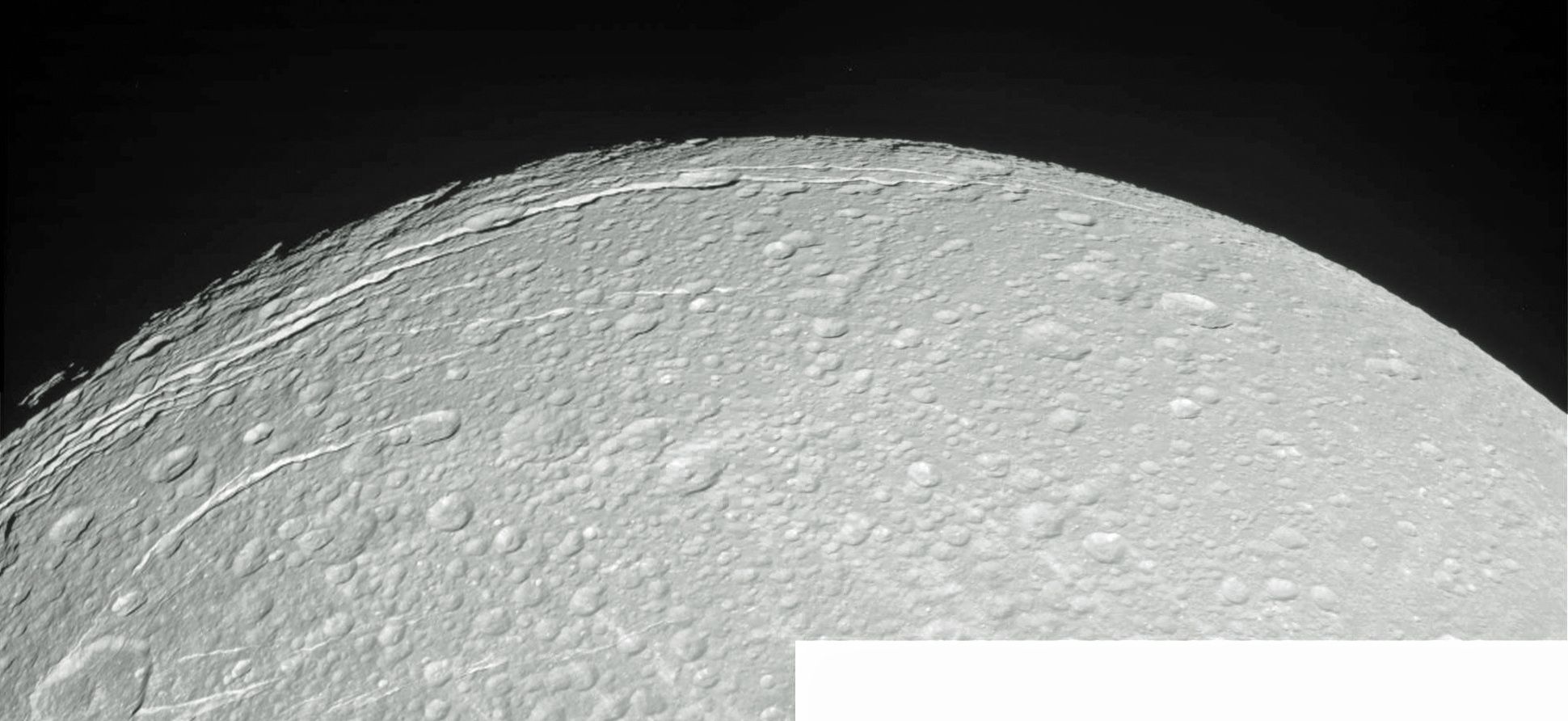
Panoramă cu fracturi (Palatine Chasmata) în apropierea marginii, tăind prin craterele Euryalus (dreapta) și Nisus chiar la stânga centrului. Craterul Silvius este în stânga jos, cu Himella Fossa în dreapta sus.
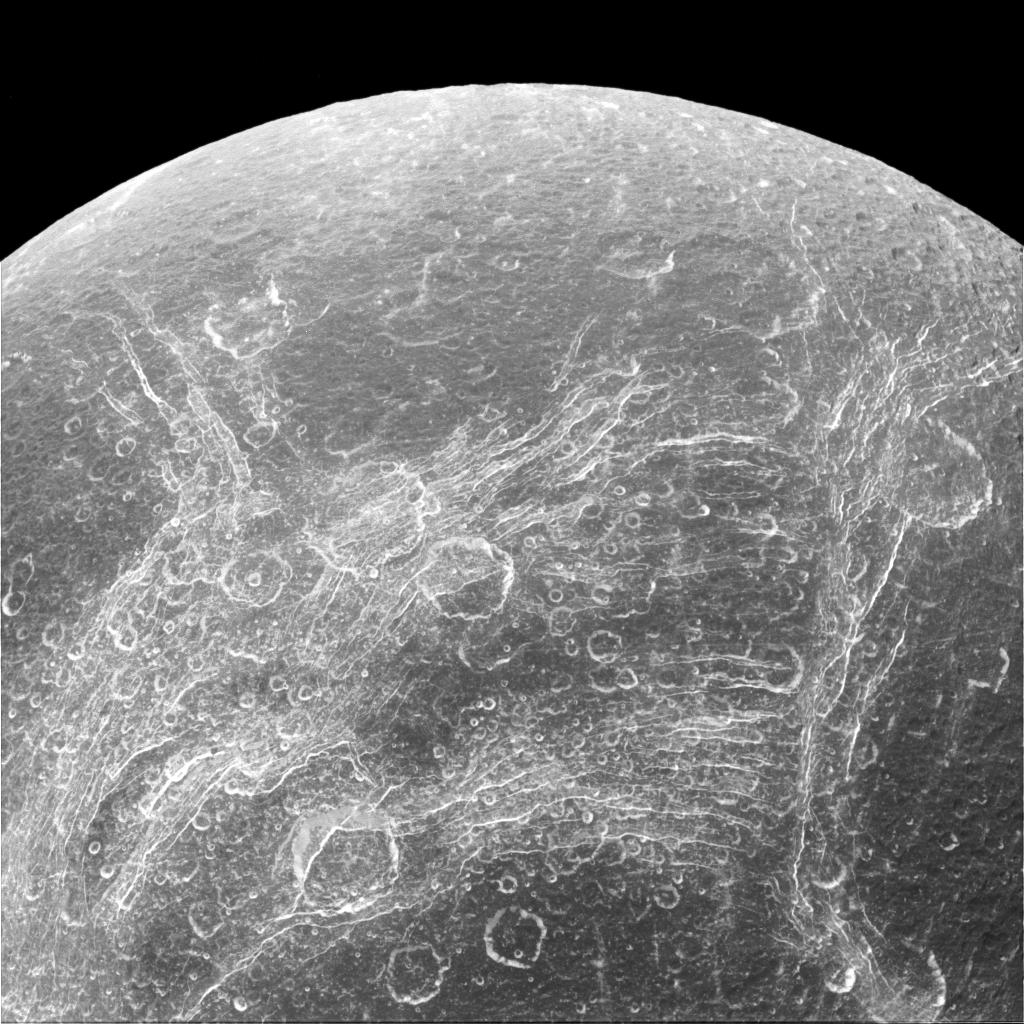
Chasme pe Dione (emisfera posterioară; nordul este sus)

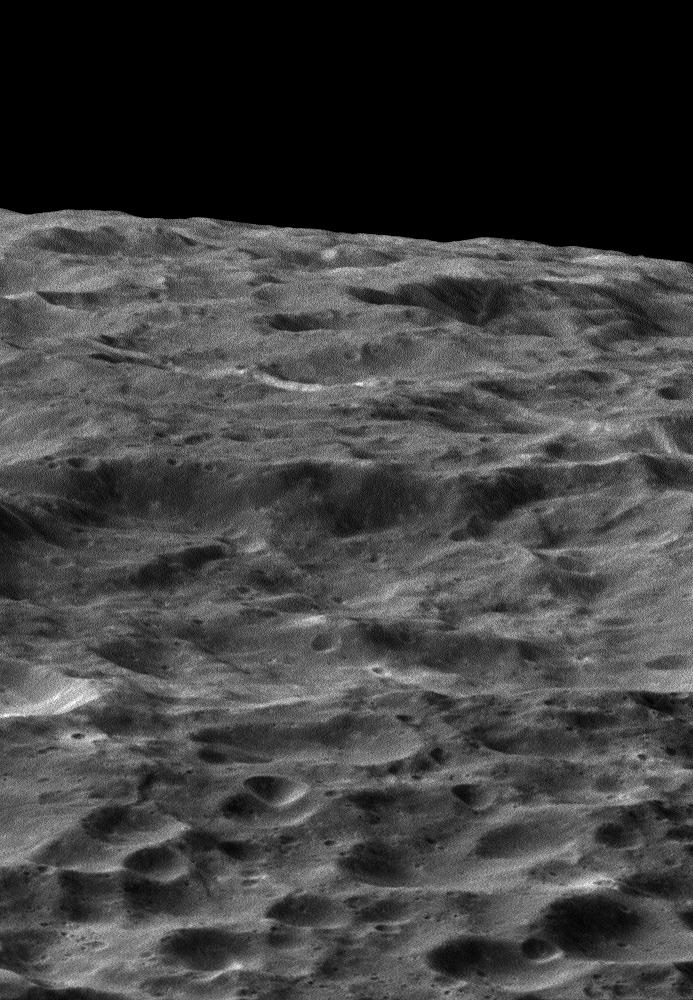
Un zbor apropiat al lui Dione dezvăluie o suprafață foarte craterizată.
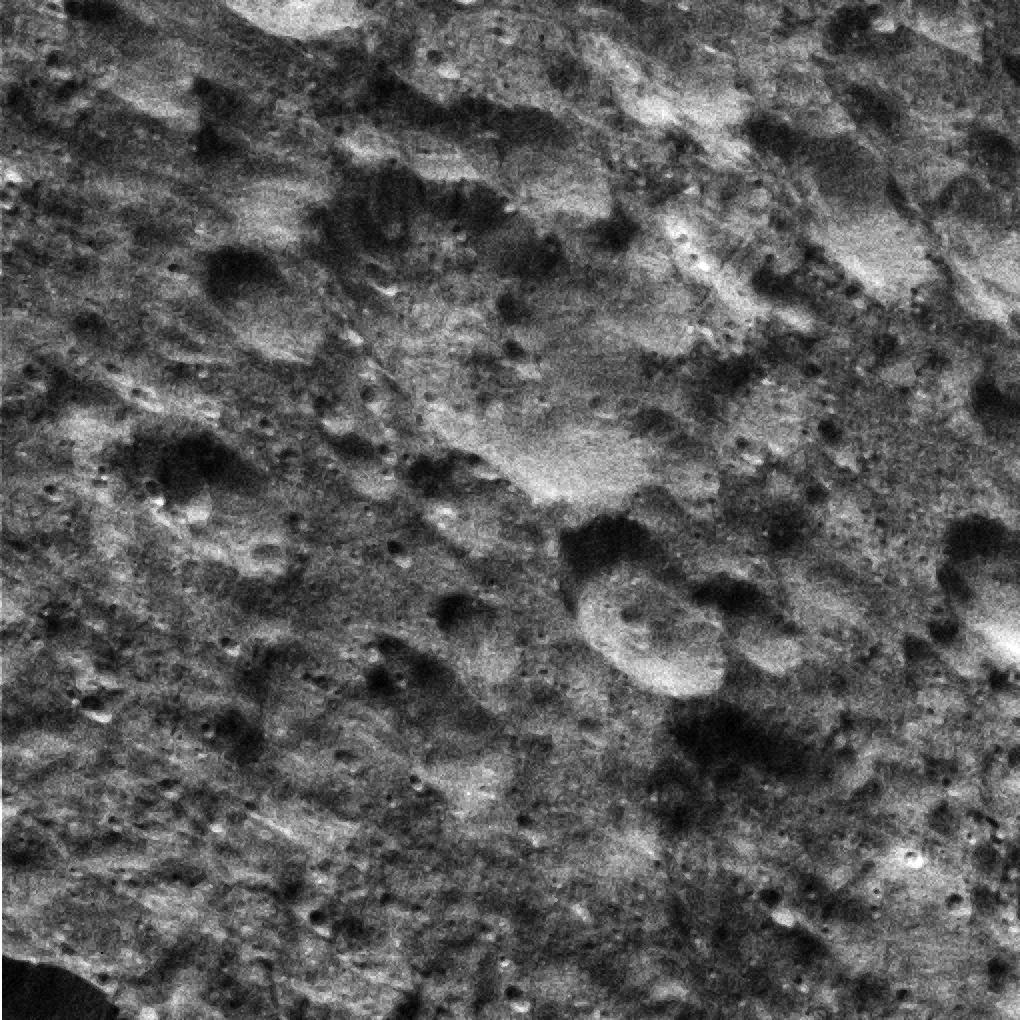
Partea în noapte a lui Dione iluminată de strălucirea lui Saturn.
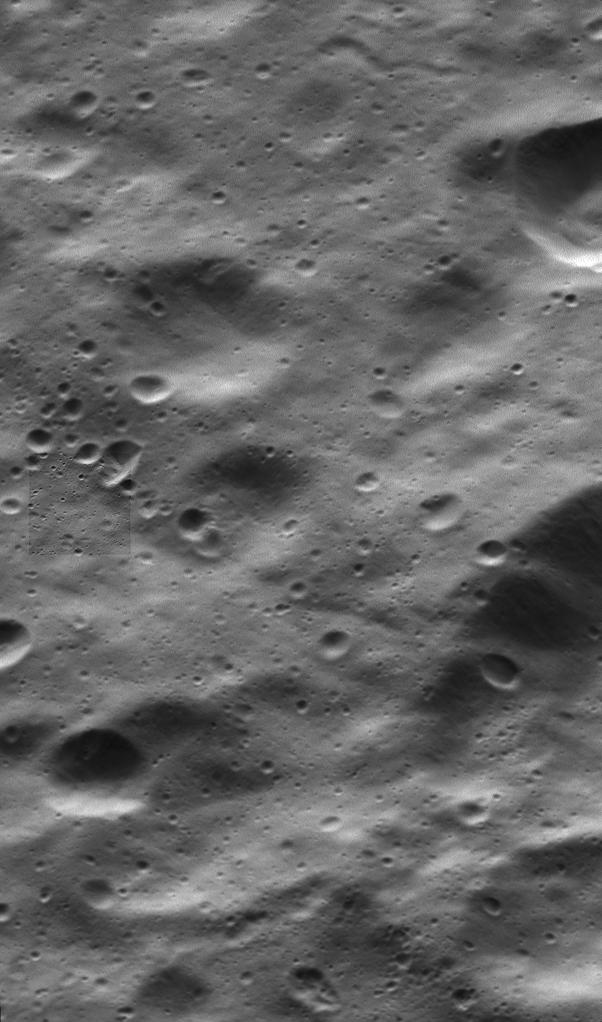
Vedere de aproape a lui Dione
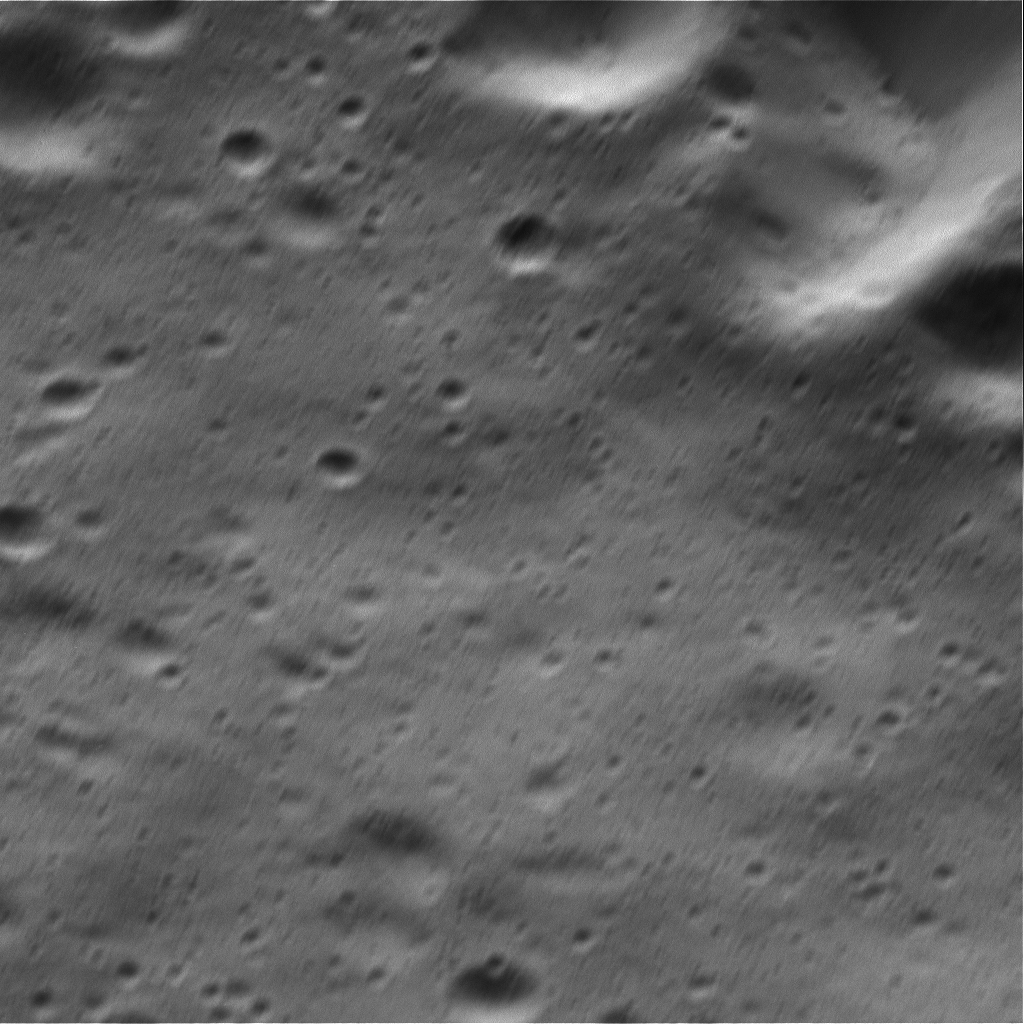
Vedere mai apropiată a unei părți din imaginea precedentă

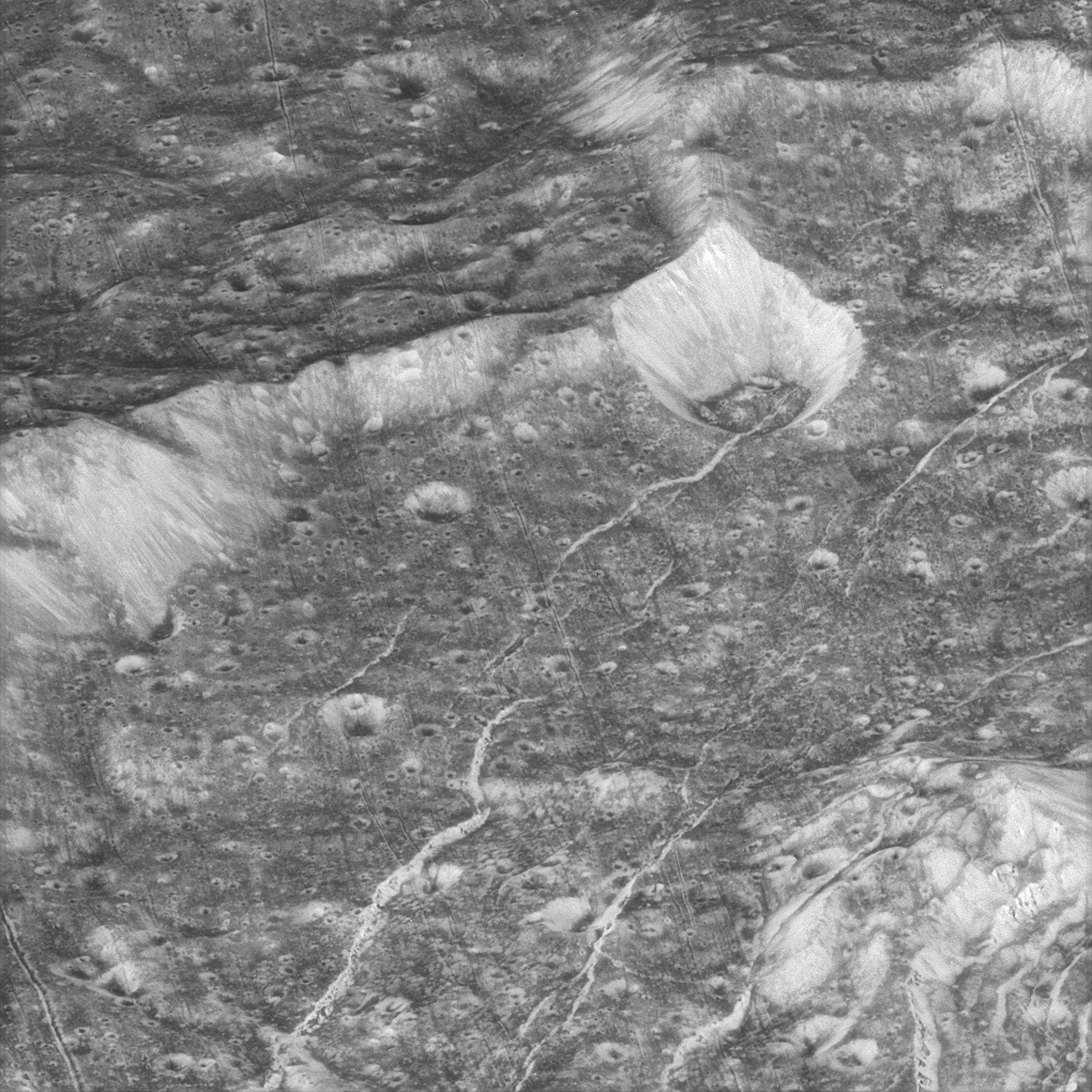
Fracturi de dimensiuni și orientări diferite în cadrul craterului Amastrus de 60 km (vârful central este în dreapta jos). Fracturile arcuite mai mari care merg de la stânga jos la dreapta sus sunt Padua Chasmata, în timp ce fracturile mai mici mai paralele de la dreapta jos la stânga sus pot fi legate de Aurunca Chasmata.
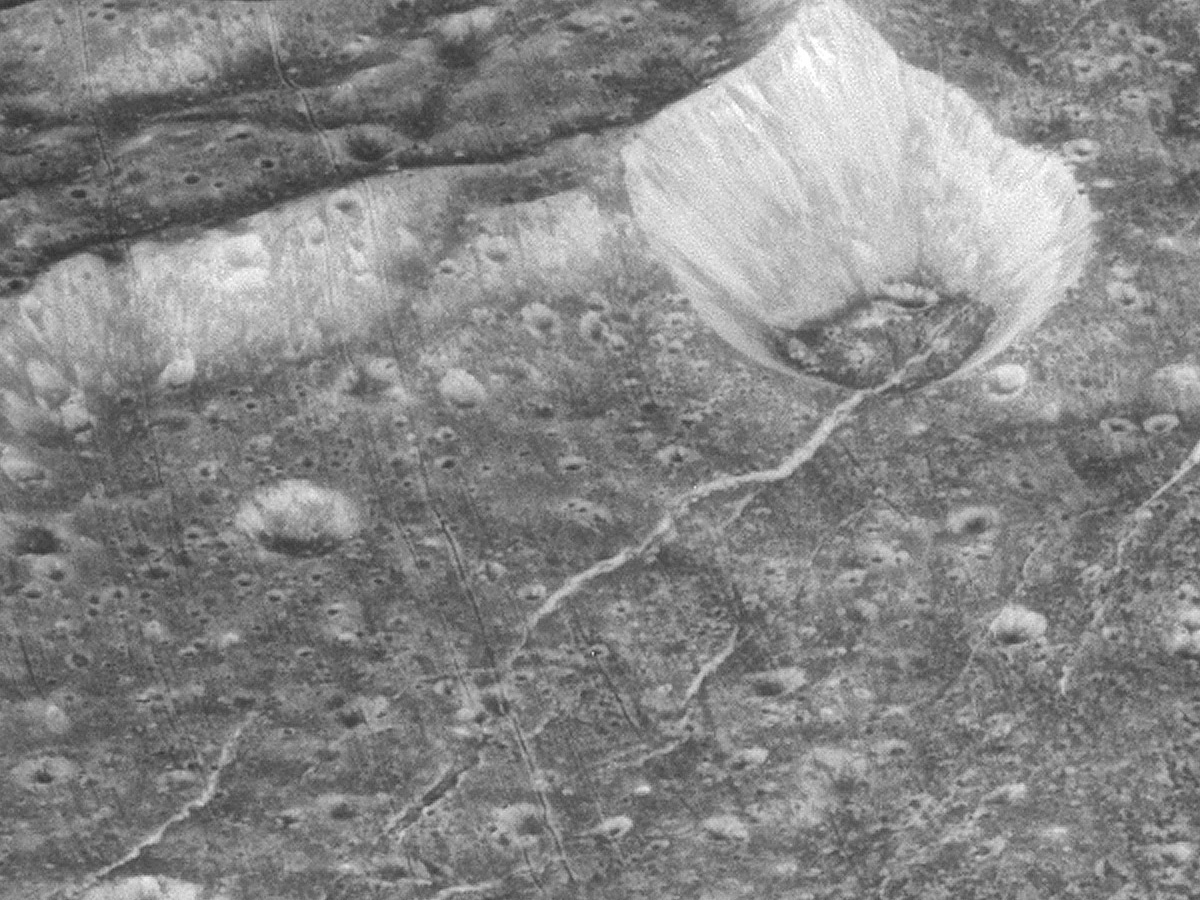
Decupare a imaginii precedente. Craterul în formă de bol din dreapta sus are dungi strălucitoare pe pereți și material întunecat pe podea. În stânga sa jos poate fi observată o fractură arcuită postdatată (acoperită) de resturi de la un mic crater, care la rândul său este postdatat (incizat) de fracturi paralele.
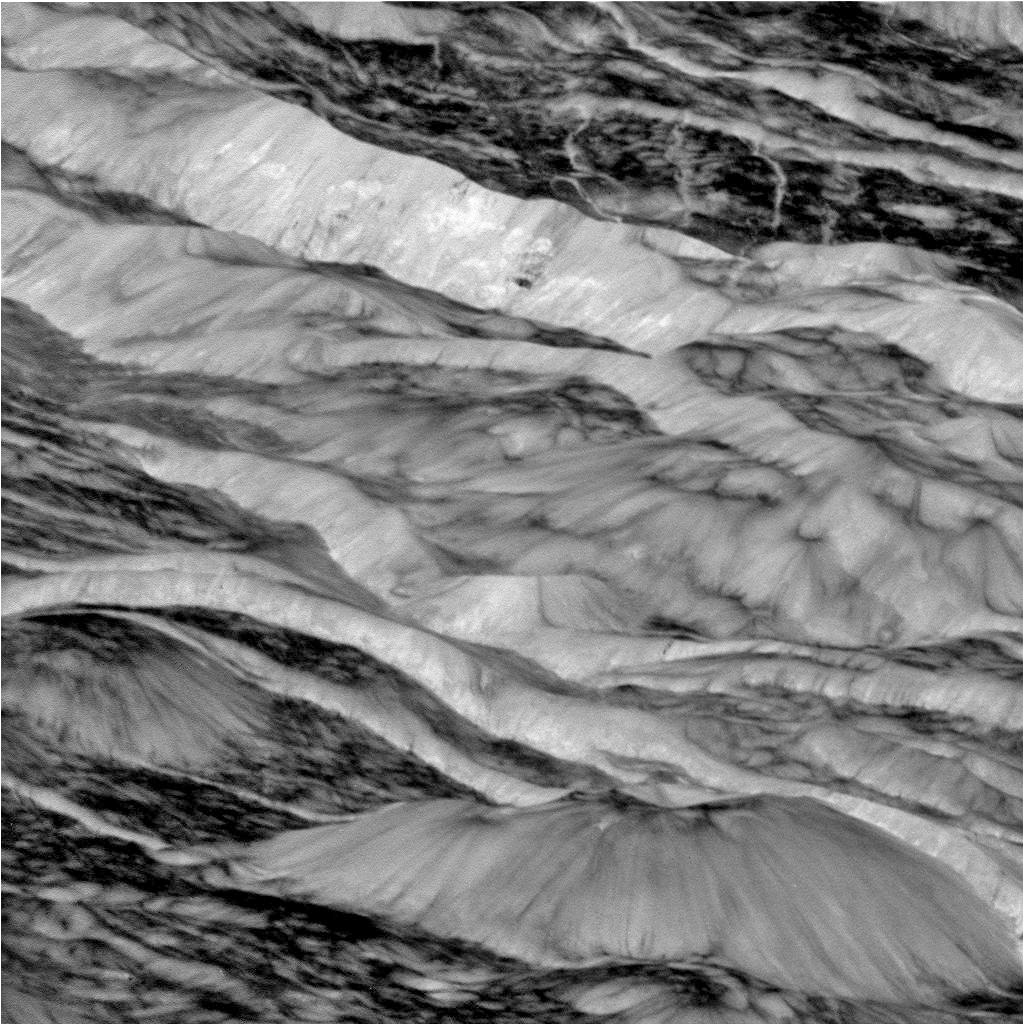
Prim-plan oblic al fracturilor